# Antonio Maria Bononcini
Antonio Maria Bononcini (18. června 1677, Modena – 8. července 1726, tamtéž) byl italský violoncellista a hudební skladatel, mladší bratr slavnějšího Giovanniho.

## Život
Narodil se 18. června 1677 v Modeně, v rodině hudebního skladatele Giovanni Maria Bononciniho. Matka zemřela několik dní po jeho narození a spolu se starším bratrem Giovannim byl vychováván otcovou novou ženou Barbarou Tozatti.
Hudbu studoval se svým bratrem pod vedením Giovanni Paola Colonny v Bologni. V letech 1690–1696 hrál na violoncello v orchestru kardinála Benedetta Pamfiliho. V roce 1693 publikoval svou první skladbu, Laudate pueri, a krátce nato zkomponoval 12 sonát pro violoncello (jediným skladatelem, který před ním se složil sonátu pro violoncello byl Domenico Gabrielli).
V listopadu 1696 vstoupil do Kongregace Santa Cecilia v Římě a v roce 1698 složil scénickou alegorii La fama eroica na počest benátského kardinála Giorgia Cornara, který ho patrně vzal do svých služeb.
26. prosince 1696 se v divadle San Bartolomeo v Neapoli konala premiéra jeho první opery seria Il trionfo di Camilla reginade' Volsci, která měla zřetelný úspěch neboť se několikrát hrála i v jiných divadlech Itálie.
Okolo roku 1700, společně s bratrem Giovanim, odjeli do Vídně. Antonio se stal na čas členem císařského dvorního orchestru. V letech 1702—1703 působil v Berlíně jako violoncellista na dvoře pruské královny Žofie Šarloty Hannoverské. V roce 1704 se vrátil do Vídně a hrál v orchestru následníka trůnu Josefa I. Habsburského a roku následujícího v orchestru Karla VI., nejmladšího ze synů Leopolda I. a rovněž budoucího krále českého (jako Karel II.). Přes veškeré úspěchy u publika se bratři Bononciniové nikdy nestali oficiálními dvorními hudebníky a tak roku 1713 odjeli zpět do Itálie.
Antonio se vrátil do svého rodného města a oženil se s Eleanorou Suterinovou, se kterou měl pět dětí. Žádné z nich se však skladatelem nestalo. Ucházel se o místo kapelníka v orchestru vévody Modeny a Reggia Emilia Rinalda d'Este a když je nezískal, odjel na čas do Říma. V roce 1716 se do Modeny vrátil a působil jako violoncellista a dirigent v modenském divadle až do roku 1721. Za tu dobu zkomponoval na 10 oper, které se hrály v Benátkách, Římě, Florencii a Neapoli.
V roce 1720 zkomponoval scénickou alegorii Triumf orla a lilie (Il trionfo dell'aquila e del giglio) na počest sňatku syna vévody Modeny a Reggia Emilia Francesca III. d'Este se Charlottou Aglaé de Bourbon-Orléans. Patrně na základě úspěchu tohoto díla získal i vytoužené místo kapelníka vévodského orchestru, které zastával až do své smrti v roce 1726.

## Dílo

### Jevištní díla
- Il trionfo di Camilla reginade' Volsci (Neapol, 1696)
- La fama eroica per la gloria immortale dell’antichissima e mobilissima casa cornara, allegoria accademica (libreto Andriani, Řím, 1698)
- Arminio (libreto Bernardoni; Vídeň, 1706)
- La fortuna, il valore e la giustizia, kantáta (Vídeň, 1706)
- Andromeda, poemetto drammatico (Vídeň 1706)
- La conquista delle spagne di scipione africano il giovane, componimento drammatico (libreto Negro, Vídeň , 1707)
- La presa di tebe (libreto Stampiglia, Vídeň, 1708)
- Hippolito, poemetto drammatico (libreto Bernardoni, Vídeň, 1710)
- Tigrane, re d’Armenia (Vídeň, 1710)
- I veri amici (Neapol, 1715)
- Il tiranno eroe (Milán, 1715)
- Sesotri, re d’Egitto (libreto Apostolo Zeno, Milán, 1716)
- La conquista del vello d’oro (Reggio Emilia, 1717)
- Astianatte (libreto Salvi, Benátky, 1718)
- Griselda (libretto Apostolo Zeno, Milán, 1718)
- Nino (libreto Zanelli, Reggio Emilia, 1720)
- Il trionfo dell’aquila e del giglio, introduzione musicale al balletto (libreto Zanelli, Modena, 1720)
- Merope (libreto Apostolo Zeno, Řím, 1721)
- Endimione (libreto De Lemene, Řím, 1721)
- Rosiclea in Dania (libreto Silvani, Řím, 1721)

### Oratoria
- La Maddalena (Vídeň, 1705);
- Il trionfo della grazia overo la concersione di Maddalena (Vídeň, 1707)
- La decollazione di S. Giovanni Battista (libreto Filippechi, Vídeň, 1709)
- L’interciso (libreto Stampiglia, Vídeň, 1711)

### Další skladby
- 39 kantát
- Laudate pueri per soprano, violoncello obbligato e basso continuo
- Messa per 5 voci ed orchestra
- Salve regina per alto, violino obbligato e basso continuo
- Stabat Mater in do minore per 4 voci ed orchestra
- 12 sonát pro violu da gamba a basso continuo